# تصادفی در دره
تصادفی در دره یک مجموعه انیمیشنی کانادایی برای بزرگسالان است که برای نخستین بار از شبکه تله تون در کانادا پخش شد و پخش بین‌المللی ان از شبکه ام تیوی انجام‌گرفت.